# Richard Shelby
Richard Craig Shelby, född den 6 maj 1934 i Birmingham, Alabama, var ledamot av USA:s senat från 1987 till 2023.
Shelby var ledamot av USA:s representanthus 1979-1987. Han har varit senator från delstaten Alabama sedan 1987. Först var han demokrat, men övergick till det republikanska partiet 1994.
Som konservativ sydstatsdemokrat stödde Shelby många av president Ronald Reagans initiativ. Däremot ställde han sig mycket kritisk till Bill Clintons initiativ, eftersom han ansåg att Clintons linje innebar för höga skatter. Efter avhoppet till republikanerna har han profilerat sig som centristisk republikan; han är något mindre konservativ än kollegan från Alabama, Jeff Sessions. Enligt GovTrack under 2015-2017 röstnings bedömning, rankades Shelby som den 45:e mest konservativa medlemmen i senaten.
Shelby är emot abort och har sagt på sin senat kampanjs webbplats att Roe v. Wade är "fruktansvärt bristfällig både på en konstitutionell och moralisk grund." Shelby är också emot skattebetalarnas finansiering av Planned Parenthood och har röstat emot ett kortsiktigt finansierings lagförslag i kongressen eftersom det inte slutade finansieringen av Planned Parenthood.
Under 2017 var Shelby en av 22 senatorer som undertecknade ett brev till president Donald Trump som uppmanade presidenten att få USA att dra sig ur Parisavtalet.
I februari 2021 meddelade Shelby att han inte skulle kandidera för omval år 2022.